# Pilchów (przystanek kolejowy)
Pilchów – przystanek osobowy w Pilchowie w powiecie stalowowolskim, w województwie podkarpackim.

## Ruch pasażerski
| Rok  | Wymiana pasażerska na dobę |
| ---- | -------------------------- |
| 2017 | 20-49                      |
| 2022 | 0-9                        |

Wiosną 2019 przeprowadzono prace związane z elektryfikacją odcinka Zaklików — Stalowa Wola oraz wymianą torowiska pomiędzy Lipą a Stalową Wolą, obejmujące remont peronu w Pilchowie.